# Piazza dell'Anfiteatro
Het Piazza dell’Anfiteatro is een openbaar plein in het noordoostelijk deel van het ommuurde centrum van Lucca, een Italiaanse stad gelegen in de gelijknamige provincie in Toscane. Het plein is gebouwd op, en herinnert met zijn naam aan, een vroeger daar gelegen Romeins amfitheater.
Het amfitheater is in de 1e en 2e eeuw na Chr. net buiten de toenmalige stad gebouwd. Het bestond uit 54 bogen met een auditorium. In totaal konden er ongeveer 10.000 mensen plaatsnemen in het theater. Op enkele details na is er niets overgebleven van dit gebouw.

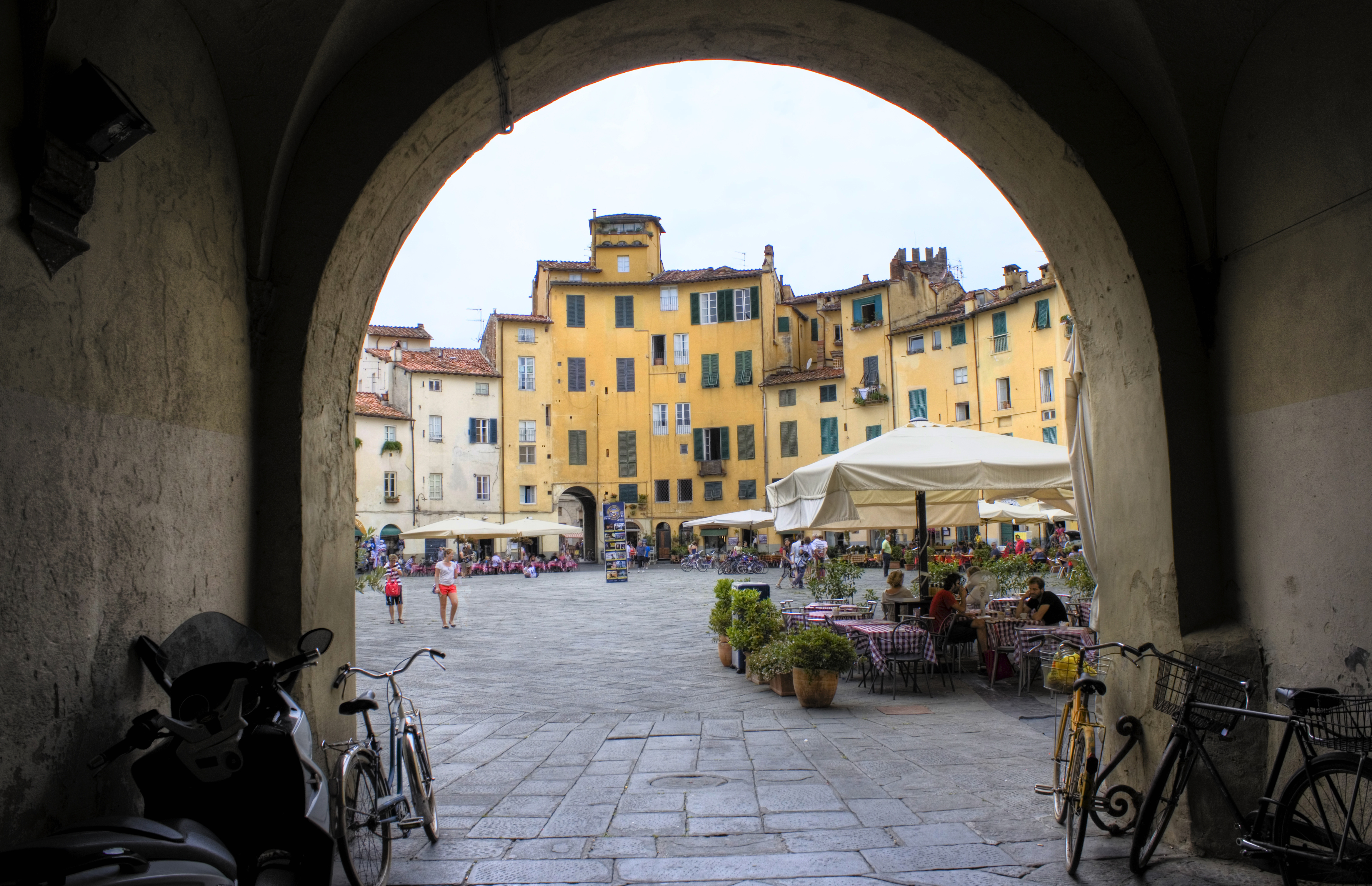
Een van de toegangspoorten tot het plein

Na de Val van het West-Romeinse Rijk veranderde het gebruik van het amfitheater. Het grote, stenen bouwwerk werd een strategisch gevaar voor de stad zelf. Tijdens de Gotische Oorlog (535-554) werd daarom begonnen met het fortificeren van het theater en het dichtmetselen van de buitenste bogen. Door de eeuwen heen werd de plek van het theater uiteindelijk volledig volgebouwd met huizen, maar van 1830 tot 1839 voerde architect Lorenzo Nottolini zijn plan uit om een groot deel van de gebouwen te slopen en zo een plein te creëren met op de fundamenten van het theater allerlei winkels en huizen. Hierdoor ontstond er een ellipsvormig plein dat de vorm van het oude theater volgt. Het plein was bedoeld als het marktplein van Lucca. Aan het plein zijn tegenwoordig voornamelijk horecagelegenheden te vinden. In de zomermaanden staat een groot deel van het plein vol met terrassen. Het plein kan alleen bereikt worden door onder een van de vier arcades door te gaan. Het plein is hierdoor ook grotendeels autovrij.